# Ultimate Otaku Teacher
Denpa Kyoushi (яп. 電波教師 Дэмпа кё:си) — манга и аниме-сериал о приключениях отаку-учителя Дзюнъитиро Кагами.

## Сюжет
В центре сюжета главный герой отаку и гениальный учёный Дзюнъитиро Кагами. Спустя год безделья младшая сестра устраивает его на работу учителем в старшую школу «Хигаси Симмэй» на замену ушедшей в декрет учительницы физики. Из-за конфликта в высшей школе «Хигаси Симмэй» Дзюнъитиро увольняется и получает предложение от Коёми Хиираги стать учителем в академии «Хиираги», долгое время отказывается, но в итоге соглашается. Несмотря на тяжесть работы, тунеядец Дзюнъитиро незаметно втягивается и помогает ученикам на их нелёгком подростковом пути, полном мечтаний и разочарований.

## Персонажи

### Основные
Дзюнъитиро Кагами (яп. 鑑 純一郎 Кагами Дзюнъитиро:) — главный герой, отаку-учитель, о себе он говорит, что страдает от неизлечимой психической болезни «Делаю что хочу». После угроз сестры становится учителем, так как в своё время написал множество статей по физике, получивших награды и высокие оценки среди учёных. В связи с этим его быстро принимают на работу.
Сэйю: Хироси Камия
Судзунэ Кагами (яп. 鑑 純音 Кагами Судзунэ) — младшая сестра Дзюнъитиро, школьница, заботится о своём брате и, несмотря на его дурной характер, связанный с увлечениями типичного отаку, сильно им дорожит, также устраивает его на работу учителем.
Сэйю: Рэна Мацуи

### Ученики высшей школы «Хигаси Симмэй»
Минако Кано (яп. 叶 美奈子 Кано: Минако) — ученица в классе Дзюнъитиро из первой школы, в которой он заменял учительницу физики. В прошлом состояла в одной из банд вандалов, ныне мечтает стать сэйю. Однажды она поняла, что никогда не поздно измениться, и отдалилась от своих подруг, которые, не стерпев её поступка, стали глумиться над ней, но, увидев это, Дзюнъитиро сразу же наказал их.
Сэйю: Сора Амамия

### Ученики академии «Хиираги»
Хиираги Коёми (яп. 柊 暦 Коёми Хиираги) — директор частной академии «Хиираги».
Сэйю: Мимори Судзуко
Макина Момодзоно (яп. 桃園 マキナ Момодзоно Макина) — капитан секции кэндо и глава учсовета. Высокомерна, любит диктовать правила. Позднее после стараний Дзюнъитиро она пересмотрела свои взгляды и стала мягче, пусть и не во всём.
Сэйю: Саори Ониси
Сэйдзюро Нанами (яп. 七海 征十郎 Нанами Сэйдзю:ро:) — один из учеников в классе Дзюнъитиро. Сирота, находился под опекой Минако, когда она ещё была в банде. В связи с большой силой и смертью отца Нанами стал изгоем, но благодаря Дзюнъитиро он смог обрести друзей среди сверстников.
Сэйю: Хосоя Ёсимаса
Канан Тинами (яп. 千波花音 Тинами Канан) — ученица из класса Дзюнъитиро, в школе над ней смеялись из-за её анимешного голоса, после чего она перестала разговаривать вообще. У неё строгие родители. Фанатка певицы «Ю». Имела проблемы с оценками по физике, но благодаря Дзюнъитиро её успеваемость повышается, также благодаря ему она перестаёт стесняться своего голоса.
Сэйю: Рина Хидака
Сатико Танака (яп. 田中 さち子 Танака Сатико) — ученица, которая никогда не ходит в школу, Макина попросила Дзюнъитиро вернуть её на занятия. Позднее Дзюнъитиро выясняет, что она является его любимым мангакой под псевдонимом «Кисаки Тэндзёин».
Сэйю: Аянэ Сакура
Котаро Араки (яп. 荒木 光太郎 Араки Ко:таро:) — партнёр Дзюнъитиро по MMORPG «Уробуро» («Ouroboros»), был известен под никнеймом Люче (яп. ルーチェ Ру:тэ, Luce). Они не были знакомы лично, до того как Дзюнъитиро узнал, что он является одним из прогульщиков из его класса. Котаро любит переодеваться в женскую одежду, и в ней даже парни не в силах отличить его от девушки. Первоначально он отказывается возвращаться в школу из-за страха снова быть отвергнутым, но после поединка с Дзюнъитиро, в котором последний жертвует свою учётную запись игрока, ему удается получить уверенность в себе, чтобы принять себя. Благодаря поддержке Дзюнъитиро Котаро удается раскрыть свой секрет и завести друзей, которые принимают его таким, какой он есть, и он возвращается в школу.
Сэйю: Аки Тоёсаки
Кирико Сикисима (яп. 式島 切子 Сикисима Кирико) — ученица в классе Дзюнъитиро, интернет-звезда «Девочка-бритва» («Cutter Girl»), получившая известность благодаря видео с её танцами и пением в костюме горничной. Подрабатывала в кафе, из-за чего позднее чуть не была выгнана из школы Макиной, но Дзюнъитиро помог ей остаться в академии.
Сэйю: Адзуса Тадокоро
Мадока Курамати (яп. 蔵持 円 Курамати Мадока) — ученица в академии Хиираги, знает всем и всему цену, в буквальном смысле оценивая людей в иенах подобно вещам. Наследница крупной фирмы по созданию игр серии «KMC». Влюбляется в Дзюнъитиро (не взаимно) и хочет женить его на себе, но её родители за политический брак и хотят выдать её замуж за Хэлла Гейтса, генерального директора крупной компании Activision Frigate и сына основателя Macrosoft.
Сэйю: M.A.O

### Другие персонажи
Минами Китаяма (яп. 北山 みなみ Китаяма Минами) — менеджер кафе «Из сердца к сердцу» (Heart-On-Heart), возраст 17 лет, низкого роста.
Сэйю: Акэми Канда
Тим Бернардс Линн (яп. ティム・バーナーズ・リン Тиму Ба:на:дзу Рин) — директор научно-исследовательской лаборатории в Женеве, собирающая по всему миру самых одарённых людей. Предлагает Дзюнъитиро работу, но тот отказывается, предпочитая работу учителя. Имя отсылает к Тиму Бернерсу-Ли.
Сэйю: Аяхи Такагаки
Хэлл Гейтс — генеральный директор Activision Frigate, сын основателя Macrosoft и политический жених Мадоки Курамати.
Сэйю: Дайсукэ Намикава
Кадзуя Момодзоно (яп. 桃園 一也 Момодзоно Кадзуя) — младший брат Мадзуки Момодзоно.
Сэйю: Томоко Цудзуки
Матомэ Нисикудзё (яп. 西九条 まとめ Нисикудзё: Матомэ) — призрак, терроризирующий общежитие академии «Хиираги». Любила читать мангу, подобно Дзюнъитиро являлась поклонницей Кисаки Тэндзёин. Благодаря Дзюнъитиро обрела покой.
Сэйю: Риса Танэда
Таки и Нагару Комия — близняшки, возраст 15 лет, сначала Дзюнъитиро встречает Таки по прозвищу «Лидер», когда по приказу Макины он отправился искать прогульщиков. Таки — лидер шайки «Блэк Оракул Нэо» (Black Oracle Neo). Позднее Дзюнъитиро встречает Нагару по прозвищу «Идол-Сис», которая является основной вокалисткой группы «Пять королев» (5th Queens).
Сэйю: Рисаэ Мацуда (Таки) и Сацуми Мацуда (Нагару)
Ямата Тонэ — бывшая одноклассница Дзюнъитиро. В школе она занималась с ним уроками физики, когда Кагами загорелся идеей создать «Дверь куда угодно» (телепорт) после прочтения одной манги. В итоге он перегнал её по знаниям, получив наивысший балл на контрольной работе по физике, после окончания школы они не виделись 6 лет, пока она готовила лабораторию, чтобы им удалось совсместно создать «Дверь куда угодно».
Сэйю: Ая Хирано
Рэйко Мюко — первоклассница академии «Хиираги», Коёми Хиираги прислала её интерном в лабораторию «Крепость Дзюнъитиро».

## Список серий
| Список серий | Список серий                                           | Список серий              | Список серий |
| №            | Название                                               | Дата оригинального показа |              |
| ------------ | ------------------------------------------------------ | ------------------------- | ------------ |
| 01           | Теперь я учитель в старшей школе (高校教師始めました)  | 04.04.2015                |              |
| 02           | Законы общества (社会のルール)                         | 11.04.2015                |              |
| 03           | Погоня в Акихабаре (チェイス で 秋葉原)                | 18.04.2015                |              |
| 04           | Дань уважения горничным (メイドの品格)                 | 25.04.2015                |              |
| 05           | Монстр академии Ичо (銀杏学園の怪物)                   | 02.05.2015                |              |
| 06           | Занятное зрелище (おもしろい景色)                      | 09.05.2015                |              |
| 07           | Секрет красивой девушки (美少女のヒミツ)               | 16.05.2015                |              |
| 08           | Прогульщица — выдающийся Мастер (不登校児は大センセイ) | 23.05.2015                |              |
| 09           | Девушка в игре (ゲームの国の少女)                      | 30.05.2015                |              |
| 10           | Меланхолия Котаро (光太郎のユウウツ)                   | 06.06.2015                |              |
| 11           | Внешний мир (外の世界)                                 | 13.05.2015                |              |
| 12           | Люче против Первого (ルーチェvsファースト)             | 20.06.2015                |              |
| 13           | Профессор из Женевы (ジュネーブから来た博士)           | 27.06.2015                |              |
| 14           | Девушка-оценщица (サテイの女)                          | 11.07.2015                |              |
| 15           | Великая жертва (フィアンセはゲーム王)                  | 18.07.2015                |              |
| 16           | Жених — Король игр (成仏したいの)                      | 25.07.2015                |              |
| 17           | Суматоха первого дня (初登校で大騒ぎ)                  | 01.08.2015                |              |
| 18           | Честь геймера (ゲーマーのプライド)                     | 08.08.2015                |              |
| 19           | Уличные банды (ストリートガール)                       | 15.08.2015                |              |
| 20           | Близняшка-идол (双子のアイドル)                        | 29.08.2015                |              |
| 21           | Семейка рейнджеров приближается (ファミリンジャー見参) | 05.09.2015                |              |
| 22           | Крепость Дзюнъитиро (鑑クンのお城)                     | 12.09.2015                |              |
| 23           | Загадочная практикантка (謎の一日体験入所者)           | 19.09.2015                |              |
| 24           | Моя политика образования (オレの教育方針)              | 26.09.2015                |              |

## Музыка
Открывающие темы
- «Youthful Dreamer»: серии 01-12

Исполняет: TrySail
- «Vivid Brilliant Door!»: серии 13-24

Исполняет: Sphere
Закрывающие темы
- «DREAMIN»: серии 01-12

Исполняет: Tokyo Performance Doll
- «My Only One»: серии 13-24

Исполняет: 9nine